# Tommy Wargh
Tommy Wargh (* 19. Dezember 1986 in Örnsköldsvik) ist ein schwedischer Eishockeyspieler, der seit Mai 2012 beim HK Rubin Tjumen in der Wysschaja Hockey-Liga unter Vertrag steht.   

## Karriere
Tommy Wargh begann seine Karriere als Eishockeyspieler in seiner Heimatstadt in der Nachwuchsabteilung von MODO Hockey, für dessen Profimannschaft er in der Saison 2005/06 sein Debüt in der Elitserien gab. In der folgenden Spielzeit wurde er mit seiner Mannschaft Schwedischer Meister. Zu diesem Erfolg trug der Verteidiger mit zwei Toren in insgesamt 34 Spielen bei. Die Saison 2009/10 verbrachte er bei Molot-Prikamje Perm in der Wysschaja Liga, der zweiten russischen Spielklasse, ehe er für die folgende Spielzeit vom KHL-Neuling HK Jugra Chanty-Mansijsk verpflichtet wurde. Im November 2011 wechselte er innerhalb der KHL zu Awtomobilist Jekaterinburg.
Seit Mai 2012 steht er beim HK Rubin Tjumen in der Wysschaja Hockey-Liga unter Vertrag.                         

### International
Für Schweden nahm Wargh an der U20-Junioren-Weltmeisterschaft 2006 teil. Zudem bestritt er 2005 und 2006 insgesamt 16 Freundschaftsspiele für die U19- bzw. U20-Nationalmannschaft seines Landes.

## Erfolge und Auszeichnungen
- 2007 Schwedischer Meister mit MODO Hockey

## Statistik
(Stand: Ende der Saison 2011/12)